# Akoestische levitatie
Akoestische levitatie is een methode om objecten te laten zweven door gebruik te maken van de akoestische druk van intense geluidsgolven. Akoestische levitatie is mogelijk door de niet-lineaire effecten van intense geluidsgolven.
Sommige technieken maken gebruik van geluidsgolven die niet hoorbaar zijn door het menselijke oor terwijl andere hoorbaar geluid produceren. Het effect kan worden verkregen door het geluid onder het object te laten reflecteren naar de bron of door gebruik te maken van een tank van acrylglas waarin een akoestisch veld kan ontstaan.
Akoestische levitatie wordt gebruikt voor "containerless processing". Hoewel het object lastiger is te controleren heeft het als voordeel ten opzichte van magnetische levitatie dan het object niet geleidend hoeft te zijn.
Er is theoretisch geen limiet aan de massa die door akoestische levitatie kan worden gedragen. Op het moment heeft NASA apparatuur waarmee men enkele kilogrammen kan laten zweven. Ook zijn inmiddels proeven gedaan met levende wezens zoals mieren, kevers en kleine vissen.